# Diogo de Alcalá
São Diogo de Alcalá (San Nicolás del Puerto, 1400 – Alcalá de Henares, 12 de novembro de 1463) foi um religioso católico da Ordem dos Frades Menores.
Foi canonizado pelo papa Sisto V em 1588. Com seu nome em castelhano, San Diego de Alcalá, foi batizada a cidade californiana de San Diego.